# Жаманбалинов, Мубарак Каримович
Мубара́к Кари́мович Жаманбали́нов (каз. Мүбәрәк Жаманбалинов; 7 ноября 1924, аул Таттимбет (ныне Павлодарская область) — 23 января 2010, село Иртышск, Павлодарская область) — казахский детский поэт, журналист, краевед, писатель.

## Биография
Происходит из рода канжыгалы племни аргын.
Детство прошло в Новосибирской области, куда семья переехала в 1931 году, спасаясь от голода. Окончил сельскохозяйственную школу, работал агрономом в посёлке Татарск Новосибирской области. Затем окончил педагогическое училище в Омске, работал учителем начальных классов в Забулгинской начальной школе (Чанский район Новосибирской области).
В 1958 году переехал в Иртышск, работал в павлодарской областной газете «Қызыл ту» корреспондентом по Иртышскому, Краснокутскому и Железинскому районам. После выхода на пенсию возглавлял Иртышскую районную организацию «Қазақ тілі» (с каз. — «Казахский язык»). В 1991 году организовал выпуск в Иртышском районе газеты «Ертіс нүры», был её первым редактором.
Член Союза журналистов СССР (с 1958 года), Союза писателей СССР (с 1970). С 1992 года — почётный председатель Павлодарского областного отделения республиканского литературного общества «Аққұс».
Был одним из активных организаторов айтысов акынов в Павлодарской области, неоднократно председательствовал в жюри.
По его инициативе были огорожены безымянные кладбища, возникшие в результате голода 1931—1933 годов, на них установлены стелы и плиты; на площади Иртышска был установлен мраморный камень в память жертвам голода и политических репрессий. О голоде 1931—1933 годов написал поэму «Аштық азабы» («Муки голода»).

### Семья
Жена — Кадиша Дарбаева (р. 1926, Новосибирская область).
Дети:
- Гылымиден — автор книги «Воспоминания журналиста» (2011), в которую вошли рассказы о родных и близких, в том числе об отце;
- Жамалиден, Марияш, Ғалым (умерли в детстве);
- Галлам;
- Төлеген;
- Талап.

## Творчество
Первые стихи были опубликованы в 1952 году в журнале «Пионер» и газете «Қазақстан пионері». Первый сборник стихов — «Айна бұлақ» — вышел в 1956 году. Произведения для детей вышли в 13 книгах; часть стихов, загадок и скороговорок вошли в школьные учебники.
Печатал также статьи, очерки, репортажи, фельетоны. Документальные рассказы об истории района вошли в сборники «Сез суйектен өтедп», «Тугел батыр и его потомки», «Ақшам», трехтомник «Әйгіпі аудан — Ертса».

### Избранные публикации
- Жаманбалинов М. Айна бұлақ. — Алма-Ата: Қазмемкөркемәдеббасс, 1956. — 40 б.
- Жаманбалинов М. Алма ағашы: өлеңдер, ертегілер, жұмбақтар, жаңылтпаштар / құраст., ред. Б. Қошым-Ноғай. — Алматы: Раритет, 2011.- 288 б. — (Балалар әдебиетi / сер. негіз. салған З. Серікқалиұлы). — ISBN 978-601-250-101-8 (Яблоня: песни, сказки, загадки, поговорки)
- Жаманбалинов М. Ақын бала: Өлеңдер, ертегілер мен аңыздар. — Алматы: Жалын, 1983. — 64 б.
- Жаманбалинов М. Ақынымызды еске алсақ: (Иса Байзақовтың өмірi мен творчествосы туралы) // Қызыл ту. — 1967. — 15 нояб.
- Жаманбалинов М. Асқақ дарын: [Иса Байзақовтың туғанына 70 жыл] // Қызыл ту. — 1970. — 10 окт.
- Жаманбалинов М. Ашық күн. — Алматы, 1984. — 340 б.
- Жаманбалинов М. Аштық азабы: Поэмадан үзіндi // Жұлдыз. — 2008. — № 4. — б. 122—126.
- Жаманбалинов М. Балғын гүлдей балақан: Өлеңдер, жұмбақтар, жаңылтпаштар, ертегілер, мысалдар, дастандар. — Алматы: Жазушы, 1974. — 184 б.
- Жаманбалинов М. Батыр; Екi қал; Қияр: Балаларға арн. өлеңдер // Соц. Қазақстан. — 1969. — 28 янв.
- Жаманбалинов М. Батыр устаз. — Алматы, 1972. — 48 б.
- Жаманбалинов М. Бораш: Сықақ өлең // Мәдениет және тұрмыс. — 1962. — № 11. — 22 б.
- Жаманбалинов М. Екi қол: Өлең // Қазақстан мұғалімi. — 1968. — 24 окт.
- Жаманбалинов М. Ертіс өңiрінде ашылған мешіт // Иман. — 2003. — № 3. — б. 10-11.
- Жаманбалинов М. Ертіс лебi. — Алматы, 1963. — 88 б.
- Жаманбалинов М. Есектiң қамқорлығы: Мысал // Пионер. — 1958. — № 2. — 22 б.
- Жаманбалинов М. Жауқазын: [Таңдамалы]. — Павлодар: ЭКО, 2001.- 208 б. — ISBN 9965-449-91-0
- Жаманбалинов М. «Қайсың маған құмарсың?»: Фельетон // Мәдениет және тұрмыс. — 1971. — № 1. — 23 б.
- Жаманбалинов М. Қалай жаман құлқың?: [Мағжан туралы ел аузынан жазып алынған бір дерек] // Қызыл ту. — 1989. — 20 май.
- Жаманбалинов М. Қасиеттi өңiр, ұлан-асыр той: [Ғ.Мүсірепов туралы] // Сарыарқа самалы. — 1992. — 27 тамыз.
- Жаманбалинов М. Көктем гүлдерi: өлеңдер, ертегілер, мысалдар, дастандар, жұмбақтар, жаңылтпаштар / С. Торайғыров атын. Павлодар мемл. ун-тi. — Павлодар: ЭКО, 2011. — 304 б. — (Кереку-Баян өңiрi ақын-жазушыларының антологиясы). — ISBN 99965-08-533-1
- Жаманбалинов М. Қоңыр әулие: Өлең // Пионер. — 1958. — № 11.- 18 б.
- Жаманбалинов М. Өлең; Жаңа пәтерде; Жаңбырдан соң: Жаңа өлеңдер // Қазақ әдебиетi. — 1962. — 23 нояб.
- Жаманбалинов М. Өмір нұры: Өлең // Соц. Қазақстан. — 1959. — 10 май. (Свет жизни: Стихи)
- Жаманбалинов М. «Стараюсь трудиться каждый день»: Беседа с детским писателем о творчестве и о новой кн. «Әйгілi аудан — Ертісiм» / Записал Ю.Поминов // Звезда Прииртышья. — 2004. — 26 авг. — С. 8.
- Жаманбалинов М. «Ұлттық сипат орын алуы тиіс»: Ақынмен сұхбат / Әңг. С.Молдайып // Сарыарқа самалы. — 2004. — 23 қыркүйек. — 4-5 б.

в переводе
- Жаманбалинов М. Дятел-врач : Стихи : [Книжка-картинка : Для дошк. возраста] / [Пер. с каз. Д. Приймака]. — Алма-Ата : Жалын, 1985. — [11] с. — 100000 экз.
- Жаманбалинов М. Солнечный день : Стихи и сказки : [Для дошк. возраста : Пер. с каз.]. — Алма-Ата : Жалын, 1987. — 65 с. — 75000 экз.

## Награды
- знак «Қазақстанның қурметті журналист» («Почётный журналист Казахстана»)[2],
- Заслуженный работник культуры Казахской ССР (1987)[3]
- знак «За заслуги перед областью»,
- медали,
- почётные грамоты, дипломы,
- Почётный гражданин села Иртышск[2].
- премия им. П. З. Ермакова[источник не указан 3353 дня]
- звание «Заслуженный работник культуры Казахстана»[источник не указан 3353 дня].

## Память
- Уроки по изучению творчества М. К. Жаманбалинова введены в учебную программу Иртышской средней школы № 2[2].
- Его именем названа Детская центральная библиотека в г. Павлодар.

## Исследование творчества М. К. Жаманбалинова
Творчество М. К. Жаманбалинова изучается павлодарскими литературоведами, в частности, Б. Каппасовой, А. Бакреденовой, З. Латыповой.